# Pyeongtaek
Pyeongtaek (tiếng Hàn Quốc: 평택시, 平澤市, Bình Trạch Thị) là thành phố thuộc tỉnh Gyeonggi, Hàn Quốc. Thành phố có diện tích 452,31 km2, dân số là 500.787 người (năm 2019).Thành phố có 13 dong (phường).

## Các đơn vị hành chính
Thành phố được chia thành 13 dong (phường).